# Scam baiting
El scam baiting (del inglés scam, «estafa», «timo» y baiting, «tentar», «tender una trampa») es una actividad que consiste en simular interés en un fraude por correo electrónico o estafa nigeriana con el fin de manipular al estafador para hacerle perder tiempo, molestarlo, obtener información que permita llevarlo ante la justicia con la esperanza de que sea procesado, o por simple diversión.
Esta actividad fue emprendida por algunos internautas en respuesta a las numerosas estafas aparecidas en Internet y conocidas en inglés con el nombre de scam. Muchas páginas web publican la transcripción de correspondencia entre los timadores y sus pretendidas víctimas.
Un trofeo codiciado por los scam baiters es el de la fotografía. Para conseguirla piden a los estafadores (a veces conocidos como «lads» o «mugus») pruebas físicas como una fotografía del estafador sosteniendo un cartel con señales acordadas de antemano o en poses ridículas con artículos personales (por ejemplo con un pescado sobre la cabeza).
Los scam baiters también hacen que los estafadores vayan a una empresa de giros de dinero a buscar el dinero supuestamente enviado o les piden hacer reservas en hoteles a su nombre. Incluso hay algunos scam baiters que han logrado recibir dinero de los estafadores. Otras técnicas son:
- Dar a los estafadores un formulario largo y ridículo que deben completar.
- Llenarles las cuentas de correo con archivos adjuntos interminables.
- Obligar a los estafadores a realizar llamadas (usando servicios de VoIP anónimos) para que gasten tiempo y dinero.
- Acceder o «crackear» las cuentas de correo de los estafadores para conseguir el nombre y dirección de sus otras víctimas y avisarles acerca del fraude.

Una nueva técnica, de reciente desarrollo, es el «ASEM bait» (Accidentally Sent E-Mail - correo-e enviado por accidente). Engaña al estafador haciéndole pensar que el correo electrónico enviado es accidental mientras que la supuesta víctima realmente quiere comunicarse con un estafador.
Una ventaja de estas metodologías de scam baiting es que han permitido detectar muchas organizaciones fraudulentas, tanto financieras como bancarias, creadas por los mismos estafadores para posibilitar el movimiento de los fondos en un ambiente legítimo.
El scam baiting es una actividad potencialmente peligrosa. De todos modos no se conocen casos de scam baiters cuya identidad haya sido descubierta, ya que toda la actividad se desarrolla utilizando direcciones de correo falsas sin revelar detalles personales.